# Shel Talmy
Sheldon (Shel) Talmy (Chicago, 11 augustus 1937 – Los Angeles, 13 november 2024) was een Amerikaanse producer, songwriter en arrangeur. Hij is vooral bekend vanwege zijn werk met de Britse bands The Who en The Kinks.

## Biografie
Sheldon Talmy toonde al op jonge leeftijd interesse in muziek, technologie en media. Op 13-jarige leeftijd verscheen Talmy regelmatig in de populaire lokale NBC-televisieshow Quiz Kids. Na zijn afstuderen werkte hij voor ABC Television. Daarna werd hij geluidstechnicus in Los Angeles.
In de zomer van 1962 reisde Talmy naar Groot-Brittannië voor een geplande vakantie van vijf weken. Vanwege geldgebrek zocht hij naar mogelijkheden om tijdens zijn vakantie wat bij te verdienen. Nick Venet, een producent bij Capitol Records, gaf hem een stapel acetaatplaten en stond toe dat Talmy deed alsof hij ze zelf had geproduceerd. Talmy ontmoette de A&R-manager van Decca Records en speelde twee van de acetaten die hij mocht gebruiken: "Music in the Air" van Lou Rawls en "Surfin' Safari" van The Beach Boys. Zo kreeg hij een baan en begon zijn carrière.
Talmy trad als onafhankelijke platenproducent toe tot Decca Records en werkte samen met de artiesten die bij Decca onder contract stonden. Een van zijn eerste producties was de hitsingle "Charmaine" van het Ierse trio The Bachelors. Niet lang daarna kreeg hij ook succes in de Verenigde Staten met zijn producties voor Chad & Jeremy.
In 1963 ontmoette hij Robert Wace, de manager van de groep die later The Kinks zou worden. Met Talmy namen The Kinks hun wereldhit "You Really Got Me" op. Talmy bleef langere tijd met de band samenwerken en produceerde een groot aantal hits, waaronder "All Day and All of the Night", "Tired of Waiting for You", "Dedicated Follower of Fashion", "Sunny Afternoon" en "Waterloo Sunset".
Pete Townshend, gitarist van The Who, was zo onder de indruk van "You Really Got Me" dat hij zelf een soortgelijk nummer schreef, genaamd "I Can't Explain". Hij benaderde Talmy om met de band te werken. Talmy regelde een platencontract voor de band bij Decca in Amerika en bij Decca's dochteronderneming Brunswick Records in Groot-Brittannië. Hij produceerde opnames die de energieke live-optredens van de band weerspiegelden. De opzettelijke feedback in de tweede single van de band, "Anyway, Anyhow, Anywhere", zorgde ervoor dat Amerikaanse Decca-managers dachten dat er een verkeerde persing was geleverd. Talmy moest hen verzekeren dat dit opzettelijk was gedaan. Talmy werkte samen met The Who aan de single "My Generation" en het gelijknamige album.
Tijdens deze periode ontstonden er spanningen tussen Talmy en Kit Lambert, een van de managers van de band. Lambert ontsloeg Talmy, waarna Talmy hem aanklaagde wegens contractbreuk. Talmy won de zaak, maar produceerde geen nieuw werk meer voor de band. Vanwege de langdurige rechtszaak en het feit dat Talmy de originele opnames van het album "My Generation" in bezit had, duurde het tot 2002 voordat een geremixte versie van het album op compact disc werd uitgebracht.
Dankzij zijn werk met The Who en The Kinks wordt Talmy beschouwd als een pionier van de Britse muziekscene in de jaren zestig. Talmy bleef gedurende de jaren zestig samenwerken met andere prominente Britse artiesten, waaronder singer-songwriter David Bowie. In 1965 produceerde Talmy twee singles voor Bowie, "I Pity The Fool" van The Manish Boys en "You've Got A Habit Of Leaving" met begeleiding van The Lower Third.
Talmy produceerde ook voor andere artiesten, waaronder de Australische groep The Easybeats. Deze band had al succes in Australië, maar nog niet daarbuiten. Tijdens de eerste opnamesessie met Talmy nam de band de wereldhit "Friday On My Mind" op. Andere artiesten waarmee Talmy heeft samengewerkt zijn onder andere The Creation, Manfred Mann, Roy Harper, Amen Corner, The Damned , Small Faces en The Fortunes. 
Aan het begin van de jaren zeventig was Talmy minder actief in de muziekwereld. Hij begon zich toe te leggen op het uitgeven van boeken en het maken van films. In 1979 keerde Talmy terug naar de Verenigde Staten, maar hij bleef af en toe platen produceren.
Talmy overleed op 13 november 2024 op 87-jarige leeftijd.
- Bibsys: 8012568
- Gemeinsame Normdatei: 1348496967
- International Standard Name Identifier: 0000 0000 4624 5071
- Library of Congress Control Number: no2002104522
- MusicBrainz: bbf4bf75-8128-4d12-98e0-5db6bee59ab3
- Bibliotheek van het Japanse parlement: 00458288
- Système universitaire de documentation: 232992177
- Virtual International Authority File: 159149105997168490096